# Chéri-Bibi (bande dessinée, Bertho)
Pour les articles homonymes, voir Chéri-Bibi (homonymie).
Chéri-Bibi est une série de bande dessinée. Il s'agit de la « véritable première adaptation en BD » du roman à épisodes du même nom de Gaston Leroux. Les auteurs sont Pascal Bertho pour le scénario et Marc-Antoine Boidin pour le dessin et la couleur.

## Albums
1. Fatalitas !, 2006, Delcourt
2. Le Marquis, 2007, Delcourt
3. Cécily, 2008, Delcourt